# Mazahuacán, Xochicoatlán
Mazahuacán är en ort i Mexiko.   Den ligger i kommunen Xochicoatlán och delstaten Hidalgo, i den sydöstra delen av landet, 160 km norr om huvudstaden Mexico City. Mazahuacán ligger 1 461 meter över havet och antalet invånare är 166.
Terrängen runt Mazahuacán är varierad. Runt Mazahuacán är det ganska tätbefolkat, med 70 invånare per kvadratkilometer. Närmaste större samhälle är Zacualtipán, 13,8 km söder om Mazahuacán. I omgivningarna runt Mazahuacán växer i huvudsak städsegrön lövskog.